# Til minne…
Til minne… är det tredje fullängds studioalbumet av det norska black metal-bandet Trelldom. Albumet utgavs 2007 av skivbolaget Regain Records.

## Låtförteckning
1. "Til minne..." – 3:53
2. "Bortkomne svar" – 4:15
3. "Fra mitt gamle..." – 5:47
4. "By My Will" – 3:01
5. "Vinternatt" – 4:10
6. "From This Past" – 2:56
7. "Steg" – 10:41
8. "Eg reiste i minnet..." – 4:24

- Text: Gaahl (spår 1, 2, 4–8), Trad. (spår 3)
- Musik: Trelldom (spår 1–7), Gaahl/Egil Furenes (spår 8)

## Medverkande
Musiker (Trelldom-medlemmar)
- Gaahl (Kristian Eivind Espedal) – sång
- Valgard (Ronny Stavestrand) – gitarr
- Sir (Stian Kårstad aka Sir Sick) – basgitarr

Bidragande musiker
- Are – trummor
- Egil Furenes – hardingfela

Produktion
- Pytten (Eirik Hundvin) – producent, ljudtekniker, ljudmix
- Trelldom – producent, ljudmix
- Håkan Åkesson – mastering
- Vegard Fimland – omslagsdesign, omslagskonst, foto
- Valgard – foto